# Fressines
Fressines är en kommun i departementet Deux-Sèvres i regionen Nouvelle-Aquitaine i västra Frankrike. Kommunen ligger i kantonen Celles-sur-Belle som tillhör arrondissementet Niort. År 2022 hade Fressines 1 769 invånare.

## Befolkningsutveckling
Antalet invånare i kommunen Fressines
| Referens: INSEE |